# Xylophanes jordani
Espèce
Xylophanes jordani  est une espèce de lépidoptères de la famille des Sphingidae, de la sous-famille des Macroglossinae, tribu des Macroglossini, sous-tribu des Choerocampina, et du genre Xylophanes.

## Description
L'envergure des ailes varie de 50 à 56 mm. Les femelles sont plus grandes que les mâles. Il est similaire à Xylophanes thyelia thyelia mais s'en distingue par la remarquable surface de base brun foncé de la face dorsale des ailes antérieures et la forme des lignes postmédianes. Cette surface est délimitée de manière distale par un bord transversal vif. Les lignes postmédianes sur le bord intérieur sont beaucoup plus distales que dans Xylophanes thyelia ou Xylophanes pyrrhus. Les première et seconde lignes postmédianes sont étroites, parallèles et proches. Les quatrième et cinquième lignes postmédianes sont parallèles à la seconde ligne postmédiane de la marge intérieure.

## Répartition
L'espèce est connue au Costa Rica et au Panama.

## Biologie
- Les adultes volent toute l'année.
- Les chenilles se nourrissent peut-être de Psychotria panamensis, Psychotria nervosa et Pavonia guanacastensis.

## Systématique
L'espèce Xylophanes jordani a été décrite par le naturaliste américain Benjamin Preston Clark en 1916.